# Signo de la cabra
[[Archivo:|right|170px|thumb|Signo de la cabra]]
La Cabra (en chino: 羊; pinyin: yáng, a veces también traducida como Oveja o Carnero) es el octavo de los animales del ciclo de 12 años que aparecen en el zodíaco chino relacionado con el calendario chino. 
Este signo zodiacal a menudo se conoce como el signo del "Carnero" o de la "Oveja", ya que la palabra china yáng se traduce con mayor precisión como Caprinae, subfamilia taxonómica que incluye tanto a las cabras como a las ovejas, pero que contrasta con otros tipos de subfamilias animales como Bovinae, Antilopinae y otras consideraciones taxonómicas que pueden encontrarse en el caso de la familia más grande de los Bóvidos en la mitología china, que también incluye al signo del buey. El Año de la Cabra está asociado con el símbolo de la Octava Rama Terrenal, 未 (wèi).

## Años y los cinco elementos
- Del 13 de febrero de 1907 al 1 de febrero de 1908: Cabra de Fuego
- Del 1 de febrero de 1919 al 19 de febrero de 1920: Cabra de Tierra
- Del 17 de febrero de 1931 al 5 de febrero de 1932: Cabra de Metal
- Del 5 de febrero de 1943 al 24 de enero de 1944: Cabra de Agua
- Del 24 de enero de 1955 al 11 de febrero de 1956: Cabra de Madera
- Del 9 de febrero de 1967 al 29 de enero de 1968: Cabra de Fuego
- Del 28 de enero de 1979 al 15 de febrero de 1980: Cabra de Tierra
- Del 15 de febrero de 1991 al 3 de febrero de 1992: Cabra de Metal
- Del 1 de febrero de 2003 al 21 de enero de 2004: Cabra de Agua
- Del 19 de febrero de 2015 al 7 de febrero de 2016: Cabra de Madera
- Del 6 de febrero de 2027 al 25 de febrero de 2028: Cabra de Fuego
- Del 24 de enero de 2039 al 11 de febrero de 2040: Cabra de Tierra
- Del 11 de febrero de 2051 al 31 de enero de 2052: Cabra de Metal
- Del 29 de enero de 2063 al 16 de enero de 2064: Cabra de Agua
- Del 15 de febrero de 2075 al 4 de febrero de 2076: Cabra de Madera
- Del 3 de febrero de 2087 al 23 de enero de 2088: Cabra de Fuego
- Del 21 de enero de 2099 al 8 de febrero de 2100: Cabra de Tierra

## Compatibilidad
La Cabra es de personalidad dulce la mayor parte del tiempo pero fuerte en la adversidad. 
Con las personas del signo del cerdo y del conejo forman parejas perfectas, al igual que con las del signo del caballo. También puede tener buenas posibilidades con el signo del tigre, mono, dragón, gallo y con otra cabra.

## Incompatibilidad
En la rueda de los signos el Buey es el opuesto de la Cabra.